# Colour All My Days
Colour All My Days è il secondo album da solista del cantante britannico Limahl, pubblicato nel 1986 dalla EMI.

## Descrizione
Sulla scia del successo internazionale di The Never Ending Story, tema principale della colonna sonora dell'omonimo film del 1984, il secondo album solista di Limahl è stato prodotto quasi per intero dal produttore italo-statunitense Giorgio Moroder (tranne alcune tracce, prodotte invece da Derek Nakamoto), già responsabile del precedente singolo di successo. Moroder è anche autore della musica in sette dei dieci brani che compongono il disco, mentre il cantante stesso ha scritto tutti i testi, tranne uno, oltre a comporre la musica per due pezzi e a suonare la tastiera su altre due canzoni.
L'unica traccia a cui l'artista non ha collaborato in prima persona nella scrittura è stata Inside to Outside, il secondo singolo estratto dall'album, scritto da Colin Pearson e Achim Opperman (che ne ha composto anche la musica). La canzone otterrà in seguito un grande successo nella versione italo dance reinterpretata nel 1999 dalla cantante Lady Violet.
Il primo singolo estratto dall'album, Love in Your Eyes, raggiungendo la posizione 80 nella classifica britannica, rappresenta l'ultimo singolo di Limahl ad essere entrato tra le prime 100 posizioni nel Regno Unito. Ha comunque ottenuto un discreto successo nel resto del mondo, in particolare in Germania e in Italia; ha inoltre vinto un'edizione dello show televisivo di Vittorio Salvetti, Azzurro, insieme ad altre canzoni ed altri cantanti, in una gara a squadre.

## Tracce
1. Love in Your Eyes – 4:18 (Limahl, Giorgio Moroder)
2. Colour All My Days – 4:46 (Limahl, Giorgio Moroder)
3. Nothing on Earth (Can Keep Me from You) – 3:50 (Limahl, Billy Griffin, Derek Nakamoto)
4. Tonight Will Be the Night – 4:10 (Limahl, Glen Grayson)
5. Working Out – 4:16 (Limahl, Giorgio Moroder)
6. Don't Send for Me – 3:37 (Limahl, Giorgio Moroder)
7. Shock – 4:38 (Limahl, Giorgio Moroder)
8. Inside to Outside – 3:41 (Colin Pearson, Achim Opperman)
9. Love Will Tear the Soul – 3:30 (Limahl, Giorgio Moroder)
10. For My Heart's Sake – 4:00 (Limahl, Giorgio Moroder)

## Formazione

### Musicisti
- Limahl - voce; tastiera (tracce 3 e 4)
- Giorgio Moroder - tastiera, cori (eccetto tracce 3 e 4)
- Derek Nakamoto - tastiera, programmazione (tracce 3 e 4)
- Charlie Hornemann - chitarra (eccetto traccia 3)
- Dino Solera - sassofono (eccetto traccia 3)
- Laslo Szuecs - tastiera, programmazione
- Donald Griffin - chitarra (traccia 3)
- Tony Buchannan - sassofono (traccia 3)
- Freddie Santiago - percussioni (traccia 3)
- Judy Cheeks - cori
- Victoria Miles - cori
- Vanetta Fields - cori (traccia 3)
- Shirley Matthews - cori (traccia 3)
- Billy Griffin - cori (traccia 3)
- Michael Hamm - cori (traccia 3)

### Produzione
- Giorgio Moroder - produzione (eccetto tracce 3 e 4)
- Derek Nakamoto - produzione (tracce 3 e 4)
- Brian Reeves - ingegneria del suono, remix (eccetto traccia 5)
- Hans Menzel - ingegneria del suono, missaggio (eccetto tracce 3 e 4)
- Zeke Lund - ingegneria del suono (tracce 3 e 4)
- Juergen Koppers - missaggio (tracce 3 e 4)
- Harry Schnitzler - remix (tracce 3 e 4)